# گمینا دوبرا (شهرستان پلیس)
گمینا دوبرا (شهرستان پلیس) (به لهستانی:  Gmina Dobra) یک گمینا در لهستان است که در شهرستان پلیس واقع شده‌است. گمینا دوبرا ۱۱۰٫۲۷ کیلومتر مربع مساحت و ۱۲٬۳۶۱ نفر جمعیت دارد.

## خواهرخوانده
شهر پونته سن نیکولو خواهرخواندهٔ گمینا دوبرا (شهرستان پلیس) هست.